# Филипа Грегъри
Филипа Грегъри (на английски: Philippa Gregory) е британска писателка, авторка на историческа проза.
Най-известното ѝ произведение е романът „Другата Болейн“ (2001), който през 2002 г. печели наградата „Романтичен роман на годината“ на Асоциацията на романтичните писатели в Обединеното кралство и е адаптиран в два филма (2003 и 2008 г.).

## Биография
Филипа Грегъри е родена на 9 януари 1954 г. в Найроби, по това време столица на колония и протекторат Кения, като втора дъщеря на Илейн Уед и Артър Пърси Грегъри, радиооператор и летец за Източноафриканските линии. Когато е на две години, се мести със семейството си в Бристол, Обединеното кралство, където израства във висока викторианска къща. Като малка мечате да стане ветеринарна лекарка.
Тя е „бунтовник“ в Девическото училище „Колстън“, където на матурата получава оценка B по английски и две оценки E по история и география. Отива в колеж по журналистика в Кардиф и една година е стажантка във в. „Портсмът Нюз“. Впоследствие печели място в курс по английска литература в университета в Съсекс, където преминава към курс по история. През 1982 г. получава бакалавърска степен по история от университета в Съсекс. Работи е за радио Би Би Си в продължение на две години, преди да започне да следва в Единбургския университет, където през 1984 г. получава докторска степен по литература от XVIII век за дисертацията си „Популярната художествена литература на търговските циркулиращи библиотеки от XVIII век“. Преподава в университета в Дърам, университета в Тисайд и Отворения университет и сътрудничи на университета Кингстън през 1994 г.

## Кариера
Пише романи, развиващи се в няколко различни исторически периода, но предимно в периода на Тюдорите и XVI век. Четенето на романи, чието действие се развива през XVII век, я кара да напише трилогията Wideacre, излязла през 1987 – 1990; тя е бестселър и е история за любовта към земята и кръвосмешението. Следва „Вещица“ („Мъдрата жена“, 1992 г.). Грегъри пише първия си роман Wideacre, докато завършва докторската си степен и през това време живее във вила на Pennine Way, Англия, с първия си съпруг Питър Чизлет, редактор на в. „Хартълпул Мейл“, и с малката им дъщеря. Двамата се развеждат, преди да излезе книгата.
A Respectable Trade (1995) – роман за търговията с роби в Англия, чието действие се развива в Бристол през XVIII век, е адаптиран от Грегъри за драматичен сериал от четири части за телевизия Би Би Си. Сценарият на Грегъри е номиниран от BAFTA и печели награда от Комитета за расово равенство, а филмът е показан по целия свят.
Два романа за семейство градинари се развиват по време на Гражданската война в Англия: Earthly Joys (1998) и Virgin Earth (1999). Тя пише и съвременни романи като Mrs Hartley and the Growth Center (1992), екранизиран в едноименния телевизионен филм, Perfectly Correct (1996), The Little House (1998), екранизиран в едноименния телевизионен сериал, и Zelda's Cut (2001). Пише и произведения за деца.
Някои от нейните романи печелят награди и са адаптирани в телевизионни драми. Най-успешният от нейните романи – „Другата Болейн“, публикуван през 2001 г., е адаптиран за телевизия Би Би Си през 2003 г. с участието на Наташа Макелхоун, Джоди Мей и Джаред Харис. Романът има и продължения – „Шутът на кралицата“ (2003), „Любовникът на девицата“ (2004), „Вярната принцеса“ (2005), „Наследството на Болейн“ (2006) и „Другата кралица“ (2008). „Мирамакс“ купува филмовите права върху „Другата Болейн“ и прави едноименен филм през февруари 2008 г. с участието на Ерик Бана, Натали Портман и Скарлет Йохансон.
Грегъри също публикува поредица от книги за Плантагенетите – династията, предшестваща Тюдорите, и за Войните на розите. Първата ѝ книга – „Бялата кралица“, публикувана през 2009 г., се фокусира върху живота на Елизабет Удвил, съпругата на Едуард IV. „Червената кралица“, публикуван през 2010 г., е за Маргарет Бофор, майката на Хенри VII и баба на Хенри VIII. „Повелителката на рекитие“ (2011) е за живота на Джакета Люксембургска, майка на Елизабет Удвил. „Пленница на короната“, публикуван през 2012 г., е за Ан Невил, съпругата на Ричард III, а „Бялата принцеса“ (2013) се съсредоточава върху живота на Елизабет Йоркска, съпруга на Хенри VII и майка на Хенри VIII. „Последните Тюдори“ е роман за Джейн Грей и нейните сестри Катрин и Мери. Телевизионният сериал на Би Би Си 1 от 2013 г. „Бялата кралицица“ е адаптация от 10 части на романите на Грегъри „Бялата кралица“, „Червената кралица“ и „Пленницата на короната“.
През 2011 г. тя допринася с разказа „Защо горските плодове на Холи са червени като рози“ в антологията Why Willows Weep, подкрепяща Woodland Trust – най-голямата благотворителна организация в Обединеното кралство за опазване на дърветата. Антологиятадосега е помогнала на Woodland Trust да засади приблизително 50 000 дървета.
Грегъри става командор на Ордена на Британската империя (CBE) през 2021 г. за заслуги в областта на литературата и благотворителността в Обединеното кралство и Гамбия.
През 2024 г. пиесата ѝ за Ричард III, Ричард, моят Ричард, е представена в театрите Shakespeare North Playhouse в град Прескът (Мърсисайд) и в Кралския театър в Бери Сейнт Едмънтс.

## Личен живот
Омъжва се три пъти и има шест деца. От 2005 г. живее в голяма ферма в Северен Йоркшър. Обича ездата и градинарството.

## Филантропия
Грегъри управлява малка благотворителна организация за изграждане на кладенци в училищните градини в Гамбия – Gardens for The Gambia. Тя е създадена през 1993 г., когато Грегъри е в Гамбия, проучвайки за книгата си A Respectable Trade. Оттогава благотворителната организация е изкопала почти 200 нискотехнологични, нискобюджетни и следователно лесни за поддържане кладенци, които са активни и осигуряват вода за напояване на училищни и обществени градини, за да осигурят храна за най-бедните деца и да съберат реколта за парична реколта[ неясно? ] за закупуване на училищно оборудване, семена и инструменти. В допълнение към кладенците благотворителната организация е пилотирала успешна схема за отглеждане на пчели, финансира програми за хранене и образователни семинари по батик и керамика и работи с по-големи дарители за инсталиране на механични сондажи в някои отдалечени райони на страната, където нивото на водата не е достъпно само чрез копаене.
Филипа Грегъри е патрон на The UK Chagos Support Association, която подкрепя жителите на островите Чагос в техните съдебни спорове с британското правителство.

## Противоречия
Грегъри казва, че нейният „ангажимент към историческата точност“ е отличителна черта на нейното писане. Това се оспорва от историци. Историкът Дейвид Старки, който се появява заедно с Грегъри в документален филм за Ан Болейн, описва нейната работа като „добрите Милс и Бун“ (дъщерна компания на изд. за романтична литература „Арлекин“), добавяйки: „Наистина трябва да спрем да приемаме историческите писатели на сериозно като историци. Идеята, че те имат авторитет, е абсурдна.“ Сюзън Бордо критикува претенциите на Грегъри за историческа точност като „самозаблуждаващо се и саморекламиращо се нахалство“ и отбелязва, че не толкова многото неточности в работата ѝ, колкото „настояването на Грегъри върху нейното щателно придържане към историята, е това което най-много настройва учените“.
В романа на Грегъри „Другата Болейн“ нейният образ на втората съпруга на Хенри VIII Ан Болейн привлича критики. Романът описва Ан като студена и безмилостна и силно загатва, че обвиненията, че е извършила прелюбодеяние и кръвосмешение с брат си, са верни, въпреки че е широко прието, че тя е невинна. Писателят Робин Максуел отказва да напише анотация за книгата, описвайки описанието на Ан като непоносимо.

### Поредица за Тюдорите и Плантагенетите (The Plantagenet and Tudor Novels)
1. The Other Boleyn Girl (2001)
Другата Болейн, изд. „Еднорог“, София (2007, 2012), прев. Владка Кочешкова
Другата Болейн, изд. „Еднорог“, София (2024), ново издание
2. The Queen's Fool (2003)
Шутът на кралицата, изд. „Еднорог“, София (2009), прев. Деница Райкова
3. The Virgin's Lover (2004)
Любовникът на девицата, изд. „Еднорог“, София (2010), прев. Деница Райкова
4. The Constant Princess (2005)
Вярната принцеса, изд. „Еднорог“, София (2011), прев. Деница Райкова
5. The Boleyn Inheritance (2006)
Наследството на Болейн (2006) изд. „Еднорог“, София (2009), прев. Деница Райкова
6. The Other Queen (2008)
Другата кралица, изд. „Еднорог“, София (2009), прев. Деница Райкова
7. The White Queen (2009)
Бялата кралица, изд. „Еднорог“, София (2010), прев. Деница Райкова
8. The Red Queen (2010)
Червената кралица, изд. „Еднорог“, София (2011), прев. Деница Райкова
9. The Lady of the Rivers (2011)
Повелителка на реките, изд. „Еднорог“, София (2011), прев. Деница Райкова
10. The Kingmaker's Daughter (2012)
Пленница на короната, изд. „Еднорог“, София (2012), прев. Деница Райкова
11. The White Princess (2013)
Бялата принцеса, изд. „Еднорог“, София (2013), прев. Деница Райкова
12. The King's Curse (2014)
Проклятието на краля, изд. „Еднорог“, София (2014), прев. Деница Райкова
13. The Taming of the Queen (2015)
Укротяването на кралицата, изд. „Еднорог“, София (2016), прев. Деница Райкова
14. Three Sisters, Three Queens (2016)
Три сестри, три кралици, изд. „Еднорог“, София (2016), прев. Деница Райкова
15. The Last Tudor (2017)
Последните Тюдори, изд. „Еднорог“, София (2017), прев. Деница Райкова
16. The Boleyn Traitor (2025)

### Поредица „Орденът на мрака“ (The Order of Darkness)
1. Changeling (2012)
Синът на феите, изд. „Еднорог“, София (2013), прев. Деница Райкова
2. Stormbringers (2013)
3. Fools' Gold (2014)
4. Dark Tracks (2018)

### Поредица „Феърмайл“ (Fairmile)
1. Tidelands (2019)
Мочурища, изд. „Еднорог“, София (2020), прев. Деница Райкова
2. Dark Tides (2020)
Тъмни приливи, изд. „Еднорог“, София (2021), прев. Деница Райкова
3. Dawnlands (2022)
Утринните земи, изд. „Еднорог“, София (2023), прев. Деница Райкова

### Трилогия Wideacre
1. Wideacre (1987)
2. The Favoured Child (1989)
3. Meridon (1990)

### Поредица Tradescant
1. Earthly Joys (1998)
2. Virgin Earth (1999)

### Самостоятелни романи
- Mrs. Hartley and the Growth Centre, or Alice Hartley's Happiness (1992)
- The Wise Woman (1992)
Вещица, изд. „Еднорог“, София (2012), прев. Деница Райкова
- Fallen Skies (1994)
- A Respectable Trade (1995)
- Perfectly Correct (1996)
- The Little House (1998)
- Zelda's Cut (2001)
Аферата „Зелда“, изд. „Еднорог“, София (2015), прев. Деница Райкова

### Сборници
- Bread and Chocolate (2000) – сборник с разкази

### Пиеси
- Richard, My Richard (2024)

### Документалистика
- The Women of the Cousins' War (2011)
- Normal Women – 900 Years of Making History (2023); издание за тийнейджъри (2024)

### Книги за деца

#### Серия The Priincess Rules
1. Princess Florizella
2. Princess Florizella and the Giant
3. Princess Florizella and the Wolves

#### Други
- A Pirate Story
- Diggory and the Boa Conductor
- The Little Pet Dragon

## Екранизации
Грегъри е и сценаристка.
- Mrs Hartley and the Growth Center (1995), епизод, базиран на едноименния роман, от тв сериал Screen Two
- A Respectable Trade (1998), тв минисериал от 2 епизода, базиран на едноименния роман
- The Other Boleyn Girl (2003), тв филм, базиран на романа „Другата Болейн“
- The Other Boleyn Girl (2008), игрален филм, базиран на романа „Другата Болейн“
- The Little House (2010), тв сериал от 2 епизода, базиран на едноименния роман
- The White Queen (2013), тв сериал, базиран на романите „Бялата кралица“, „Червената кралица“ и „Пленница на короната“
- The White Princess (2017), тв сериал от 8 епизода, базиран на едноименния роман
- The Spanish Princess (2019 – 2020), тв сериал от 16 епизода, базиран на романите „Проклятието на краля“ и „Вярната принцеса“